# 1024 (číslo)
Tisíc dvacet čtyři je přirozené číslo. Následuje po čísle tisíc dvacet tři a předchází číslu tisíc dvacet pět. Římskými číslicemi se zapisuje MXXIV a řeckými číslicemi ͵ακδʹ.

## Matematika
1024 je:
- Druhá mocnina čísla 32
- Nejnižší čtyřmístné čtvercové číslo
- Deficientní číslo
- Téměř dokonalé číslo
- Složené číslo
- Nešťastné číslo

## Astronomie
- (1024) Hale je planetka hlavního pásu, kterou objevil v roce 1923 George Van Biesbroeck
- NGC 1024 je spirální galaxie v souhvězdí Berana

## Roky
- 1024
- 1024 př. n. l.